# Sextius de Miollis
Sextius Alexandre François de Miollis ( Aix, França, 18 de setembro de 1759 - Aix, 18 de junho de 1828) foi um oficial militar francês servindo na Guerra Revolucionária Americana, nas Guerras revolucionárias francesas, e nas Guerras Napoleônicas.
O seu nome está inscrito no Arco do Triunfo em Paris.